# Площа Хо Ши Міна
Площа Хо Ши Міна — площа в столиці Росії — Москві на перетині Профспілкової вулиці та проспекту 60-річчя Жовтня, у тому місці, де вони переходять одне в одне, та вулиці Дмитра Ульянова. Розташована в Академічному районі Південно-Західного адміністративного округу міста Москви.

## Походження назви
Площу названо 1969 року на честь Хо Ши Міна — в'єтнамського політичного діяча. Пізніше там було встановлено пам'ятник Хо Ши Міну.

## Транспорт
Площа перетинається автобусними маршрутами, Калузько-Ризькою лінією Московського метро (на площі розміщено станцію метро «Академічна»).
Автобуси: 67, 119, 121, 142, 196, 218, 218к, 786.